# Uri Gavriel
Uri Gavriel (Bnei Brak, 3 aprile 1955) è un attore israeliano.
Ha interpretato ruoli di primo piano o ricorrenti in numerose produzioni cinematografiche e televisive, vincendo inoltre il premio di miglior attore al Festival internazionale del cinema di Karlovy Vary per What a Wonderful Place. Fra i titoli a cui ha preso parte figurano produzioni di successo come Il cavaliere oscuro - Il ritorno e The Spy.

## Biografia
Nato in Israele da genitori di origine irachena, inizia a lavorare come attore già negli anni '80, ottenendo vari ruoli minori sia in produzioni cinematografiche che in produzioni televisive. A partire dagli anni '90 inizia a figurare nel cast principale di alcuni film (Max V'Morris, Violenza dietro le sbarre e altri) e ad ottenere dei ruoli ricorrenti in serie TV (Tmunot Yafo'iyot). Negli anni 2000 ottiene un numero più alto di lavori di rilievo, entrando a far parte del cast principale di numerose serie TV e di vari film (fra gli altri è protagonista della pellicola Black Jack del 2004) e vincendo un premio come miglior attore al Festival internazionale del cinema di Karlovy Vary per What a Wonderful Place,  altro film in cui ha il ruolo da protagonista. Nel 2007 recita in La banda, coproduzione israeliana, francese e statunitense che ottiene diversi premi in vari festival internazionali. Nel corso del decennio successivo ha modo di lavorare per Christopher Nolan ne Il cavaliere oscuro - Il ritorno e di apparire nel cast principale di altri film di discreto successo come Byzantium e Maria Maddalena. Recita inoltre in 22 episodi della serie televisiva The Baker & the Beauty e nella miniserie di HBO The Spy.

## Filmografia

### Cinema
- Kvish L'Lo Motzah, regia di Yaky Yosha (1982)
- Mitahat La'af, regia di Jacob Goldwasser (1982)
- Hanna K., regia di Costa-Gavras (1983)
- I guerrieri del vento (The Ambassador), regia di J. Lee Thompson (1984)
- Testimone forzato, regia di Raphael Rebibo (1984)
- Gesher Tzar Me'od, regia di Gesher Tzar Me'od (1985)
- L'aquila d'acciaio (Iron Eagle), regia di Sidney J. Furie (1986)
- Delta Force (The Delta Force), regia di Menahem Golan (1986)
- Aquile d'attacco (Iron Eagle II), regia di Sidney J. Furie (1988)
- Fuga pericolosa (Riding the Edge), regia di James Fargo (1989)
- Ha-Mahtzeva, regia di Ron Ninio (1990)
- Fermate ottobre nero (Cover Up), regia di Manny Coto (1991)
- Lo scudo umano (The Human Shield), regia di Ted Post (1991)
- Sipurei Tel-Aviv, regia di Ayelet Menahemi e Nirit Yaron (1992)
- Navy Seals: giovani eroi (The Finest Hour), regia di Shimon Dotan (1992)
- Malachim B'Ruah, regia di Gur Heller (1992)
- Senza tregua (Hard Target), regia di John Woo (1993)
- Violenza dietro le sbarre, regia di Joel Silberg (1993)
- Il guerriero d'acciaio (American Cyborg: Steel Warriors), regia di Boaz Davidson (1993)
- Vendetta eterna, regia di Gerry O'Hara (1993)
- Deadly Heroes - Impatto pericoloso, regia di Menahem Golan (1993)
- Max V'Morris, regia di Jacob Goldwasser (1994)
- Le notti proibite del Marchese De Sade (Night Terrors), regia di Tobe Hooper (1995)
- Hole Ahava B'Shikun Gimel, regia di Savi Gabizon (1995)
- Delta Force One: The Lost Patrol, regia di Joseph Zito (2000)
- Kikar Ha-Halomot, regia di Benny Toraty (2001)
- Avanim, regia di Raphaël Nadjari (2004)
- Black Jack, regia di Matti Harari e Arik Lubetzki (2004)
- La sposa siriana (The Syrian Bride), regia di Eran Riklis (2005)
- Eize Makom Nifla, regia di Eyal Halfon (2005)
- What a Wonderful Place, regia di Eyal Halfon (2005)
- La banda, regia di Eran Kolirin (2007)
- Meduse, regia di Shira Geffen e Etgar Keret (2007)
- The Kingdom, regia di Peter Berg (2007)
- Miral, regia di Julian Schnabel (2010)
- HaFantazia HaGdola shel Simiko HaKatan, regia di Arik Lubetzki (2011)
- Il cavaliere oscuro - Il ritorno, regia di Christopher Nolan (2012)
- Balada le'aviv ha'bohe, regia di Benny Toraty (2012)
- The Attack, regia di Ziad Doueiri (2012)
- Byzantium, regia di Neil Jordan (2012)
- Farewell Baghdad, regia di Nissim Dayan (2013)
- Ana Arabia, regia di Amos Gitai (2013)
- Encirclements, regia di Lee Gilat (2014)
- Una settimana e un giorno, regia di Asaph Polonsky (2016)
- Maria Maddalena, regia di Garth Davis (2018)
- Herod Islands, regia di Nelli Guy (2018)
- HaSusita Shel Herzl, regia di David Kreiner (2018)

### Televisione
- Krovim Krovim – Serie TV, 2 episodi (1984)
- Evergreen – Miniserie TV, 1 episodio (1985)
- Complotto in cielo – Film TV, regia di John D. Hancock (1988)
- Tmunot Yafo'iyot – Serie TV, 12 episodi (1995-1997)
- Sipurim Kzarim Al Ahava – Miniserie TV, 1 episodio (1997)
- HaBahur Shel Shuli – Film TV, regia di Doron Tsabari (1997)
- Escape: Human Cargo – Film TV, regia di Simon Wincer (1998)
- The Perfume Rapist – Serie TV, 3 episodi (1998)
- Mishpacha VaChetzi – Serie TV, 2 episodi (1998)
- Florentine – Serie TV, 2 episodi (1998-1999)
- Ha-Chevre Ha-Tovim – Serie TV, 2 episodi (1999-2002)
- Bar Mitzvah – Film TV, regia di Daniel Wachsmann (2000)
- Until Tomorrow Comes – Film TV, regia di David Deri (2004)
- Katav Plili – Miniserie TV, 1 episodio (2005)
- Parashat Ha-Shavua – Serie TV, 2 episodi (2006)
- Agadat Deshe – Serie TV, 12 episodi (2006-2007)
- Hachaverim Shel Naor – Serie TV, 2 episodi (2006-201\)
- Ha-Borer – Serie TV, 6 episodi (2007-2013)
- House of Saddam – Miniserie TV, 3 episodi (2008)
- Asfur – Serie TV, 1 episodio (2010)
- The Baker & the Beauty – Serie TV, 22 episodi (2013-2021)
- Fauda – Serie TV, 6 episodi (2015)
- Hashoter Hatov – Serie TV, 11 episodi (2015-2017)
- Tzomet Miller – Serie TV, 1 episodio (2018)
- Dr. Karage – Serie TV, 3 episodi (2018)
- Mouna – Serie TV, 8 episodi (2019)
- Tik Needar – Serie TV, 7 episodi (2019)
- The Spy – Minierie TV, 5 episodi (2019)
- The Grave – Serie TV, 1 episodio (2019)
- Possessions – Serie TV, 1 episodio (2020)
- HaShotrim – Serie TV, 6 episodi (2021)
- Hit & Run – Serie TV, 2 episodi (2021)

## Doppiatori italiani
Nelle versioni in italiano delle opere in cui ha recitato, Uri Gavriel è stato doppiato da:
- Andrea Lavagnino in Aquile d'attacco
- Nino Prester in Casa Saddam
- Omero Antonutti ne Il cavaliere oscuro - Il ritorno
- Pietro Ubaldi in Fauda
- Paolo Marchese in Un giorno e una settimana
- Angelo Nicotra in Maria Maddalena
- Bruno Alessandro in The Spy